# Ermengarde de Carcassonne
Ermengarde de Carcassonne, morte après le 26 mars 1099, vicomtesse de Carcassonne, de Béziers et d’Agde. 

## Biographie
Ermengarde est la fille de Pierre Raymond, comte de Carcassonne et de Rangarde, fille de Bernard Ier, comte de la Marche et sœur d'Almodis de la Marche, comtesse de Barcelone.
Elle épousa Raimond-Bernard Trencavel (mort en 1074), vicomte d’Albi et de Nîmes. De ce mariage naquit le premier de la maison Trencavel : Bernard Aton IV Trencavel (mort en 1129), vicomte de Carcassonne, de Béziers, d’Albi, de Nîmes et d’Agde.
En 1067, à la mort de son frère le comte Roger III de Carcassonne, la succession du comté fut disputée entre Ermengarde et Roger II de Foix, comte de Foix, un cousin en lignée masculine. La lutte dura de nombreuses années, car les suzerains successifs, les comtes Raimond-Bérenger Ier, puis Raimond-Bérenger II et Raimond-Bérenger III de Barcelone avaient également des visées sur la ville et tentèrent à plusieurs reprises de s’emparer de Carcassonne. Ermengarde ne fut reconnue vicomtesse qu’en 1082 et partagea le gouvernement avec son fils Bernard-Aton.